# Simulium solomonense
Simulium solomonense är en tvåvingeart som beskrevs av Takaoka och Suzuki 1995. Simulium solomonense ingår i släktet Simulium och familjen knott. Inga underarter finns listade i Catalogue of Life.